# Roepera emarginata
Roepera emarginata är en pockenholtsväxtart som först beskrevs av Hansjörg Eichler, och fick sitt nu gällande namn av Beier & Thulin. Roepera emarginata ingår i släktet Roepera och familjen pockenholtsväxter. Inga underarter finns listade i Catalogue of Life.